# Ирпа (река)
Ирпа (укр. Ірпа) — правый приток Снова, протекающий по Климовскому (Брянская область, Россия) и Семёновскому районах (Черниговская область, Украина). В истоках река называется Кривель

## География
Длина — 40 км (в Черниговской области 3 км). Площадь водосборного бассейна — 342 км². Русло реки (отметки уреза воды) в нижнем течении (село Городок) находится на высоте 132,9 м над уровнем моря, среднем течении (село Новый Ропск) — 139,3 м, верхнем течении (село Черная Криница) — 162,2 м.
Русло извилистое, шириной 5-6 м и глубиной 1-2 м. Пойма занята лугами и заболоченными участками, лесами. В верхнем течении (Климово) создано несколько прудов.
Берёт начало севернее села Хохловка (Климовский район). Река течёт на юго-восток. Около 1 км в приустьевой части русла служит государственной границей России и Украины. Впадает в Снов южнее села Городок (Семёновский район) и восточнее села Рубеж (Климовский район).
Притоки (от истока к устью):
1. Горбач
2. Песочня
3. Овечка

Населённые пункты на реке (от истока к устью):
Климовский район
1. Хохловка
2. пгт Климово
3. Сачковичи
4. Чадица
5. Старый Ропск
6. Новый Ропск
7. Ирпа